# 1969年中華民國監察委員選舉
1969年中華民國監察委員選舉於1969年12月29日舉行，為中華民國第一屆監察院監察委員的增選選舉。是次選舉只有臺北市因升格為直轄市，而需要辦理增選監察委員選舉，臺灣省因已在1947年監察委員選舉中選出監察委員，故無須辦理選舉。

## 選務
是次增選監察委員選舉按照《中央公職人員增選補選辦法》第11條及《中央公職人員增選補選施行細則》第16及17條辦理，即：
1. 增選名額為減除原選出的監察委員名額
2. 無增選名額的省市，不辦理選舉
3. 監察委員的名額同前次選舉，各省五名，各直轄市兩名

因此，由於臺北市在1967年升格為直轄市，因此有兩名增選監察委員名額，其餘省市則無行政區域調整，毋須辦理增選選舉。

## 舉行
是次選舉於1969年11月29日至12月4日間接受候選人登記，登記參選的候選人有陳代鍔、王熙宗、湯鳳麟、李以諾、楊炯明、周百鍊、林丕讓、王世鼐、李福春及蔡章麟十人。當中，審核不合格登記者為李福春，王世鼐、林丕讓及楊炯明則撤回登記，故最後有六名人士角逐增選監察委員名額。
選舉於1969年12月29日早上9時至11時，在臺北市議會議場舉行，由時任議長擔任選舉的主席。選舉的選舉人為臺北市議會議員，全數48名議員皆有參與投票。

## 得票統計
| 候選人   | 政黨       | 得票數   | 得票率  | 當選標記 |         |
| -------- | ---------- | -------- | ------- | -------- | ------- |
| 周百鍊   | 中國國民黨 | 28       | 58.33%  |          |         |
| 蔡章麟   | 無黨籍     | 19       | 39.58%  |          |         |
| 陳代鍔   | 無黨籍     | 1        | 2.08%   |          |         |
| 湯鳳麟   | 無黨籍     | 0        | 0.00%   |          |         |
| 李以諾   | 無黨籍     | 0        | 0.00%   |          |         |
| 王熙宗   | 無黨籍     | 0        | 0.00%   |          |         |
| 選舉人數 | 選舉人數   | 選舉人數 | 48      | 48       | 48      |
| 投票數   | 投票數     | 投票數   | 48      | 48       | 48      |
| 有效票   | 有效票     | 有效票   | 48      | 48       | 48      |
| 無效票   | 無效票     | 無效票   | 0       | 0        | 0       |
| 投票率   | 投票率     | 投票率   | 100.00% | 100.00%  | 100.00% |